# Randstad (gebied)
De Randstad is een grootstedelijk gebied waar verschillende agglomeraties met eigen centrumsteden aan elkaar gegroeid of groeiende zijn. Het ligt in het westen van Nederland. Als veelkernige stedelijke concentratie wordt het een conurbatie genoemd. De Randstad wordt niet geheel eenduidig gedefinieerd en de naam staat voor variabele entiteiten. De Randstad omvat in ieder geval de vier grootste stadsagglomeraties van Nederland: Amsterdam, Rotterdam, Den Haag en Utrecht. Omdat de grootste Nederlandse groeistad, Almere, tot de Randstad kan worden gerekend is Flevoland als vierde provincie in deze conurbatie betrokken.
De Randstad wordt vaak gedefinieerd als de rij van losse en half-losse steden en voorsteden die er in elk geval deel van uitmaakt: dan bestaat de Randstad ofwel uit twee losse helften, of is het een half-open ring of hoefijzer rondom het veel minder bebouwde Hollands-Utrechts weidegebied van het Groene Hart. Alternatief kan men ook dit soort landelijke gebieden tot het bereik van de Randstad rekenen of simpelweg uitgaan van de grenzen van de vier 'Randstadprovincies': Noord-Holland, Zuid-Holland, Utrecht en Flevoland, wat ongeveer overeenkomt met de informele notie 'Westen des lands'. De Randstad bestaat in zo'n bredere definitie slechts voor een derde uit stedelijk gebied. Zij omvat 15 procent van het landoppervlak van Nederland en heeft een derde van het stedelijk gebied van Nederland binnen haar grenzen.
De Randstad is de grootste conurbatie van Nederland en telt, afhankelijk van de begrenzing, tussen de 4,5 (schatting uit 2006) en ruim 8,3 miljoen (schatting uit 2020) inwoners. Daarmee is het gebied een van de grootste (semi-)agglomeraties van Europa. De Randstad is geen bestuurlijke eenheid: politieke beslissingen worden genomen door het rijk, de provincies, de gemeenten en door onderlinge samenwerkingsverbanden, zoals de Noord- en Zuidvleugel en de Utrechtse Stadsregio.

## Omvang en begrenzing

Bubbeldiagram dat bevolkingsaantallen van grote en middelgrote steden in en rond de Randstad anno 2012 laat zien.

Over de grootte en precieze grenzen van de Randstad kan verschil van inzicht bestaan, omdat het gebied geografisch niet scherp gedefinieerd is. Verschillende bronnen en verschillende onderzoekers hanteren verschillende definities.
Een minimale definitie zou alleen de gezamenlijke vier agglomeraties Amsterdam, Rotterdam, Den Haag en Utrecht omvatten. Een latere, ruimere definitie gaat uit van twee stedelijke zones Dordrecht-Rotterdam-Den Haag-Leiden (de Zuidvleugel) en Haarlem-Zaanstad-Amsterdam-Utrecht (de Noordvleugel). De Noordvleugel wordt daarbij opgevat als bestaande uit de kernsteden Amsterdam en Utrecht, en zich uitstrekkend over drie provincies: van de haven van IJmuiden tot Almere, het Gooi en Amersfoort. Tussen de stadsgewesten Amsterdam en Utrecht wordt de Noordvleugel gedeeltelijk onderbroken door de noordoostelijke zone van het Groene Hart.
Er zijn overigens ook kortstondig (2012-2014) pogingen geweest om Nederland in vijf landsdelen op te delen, te beginnen met een Noordvleugelprovincie als 'superprovincie'. Deze voorstellen kregen onvoldoende draagvlak. 

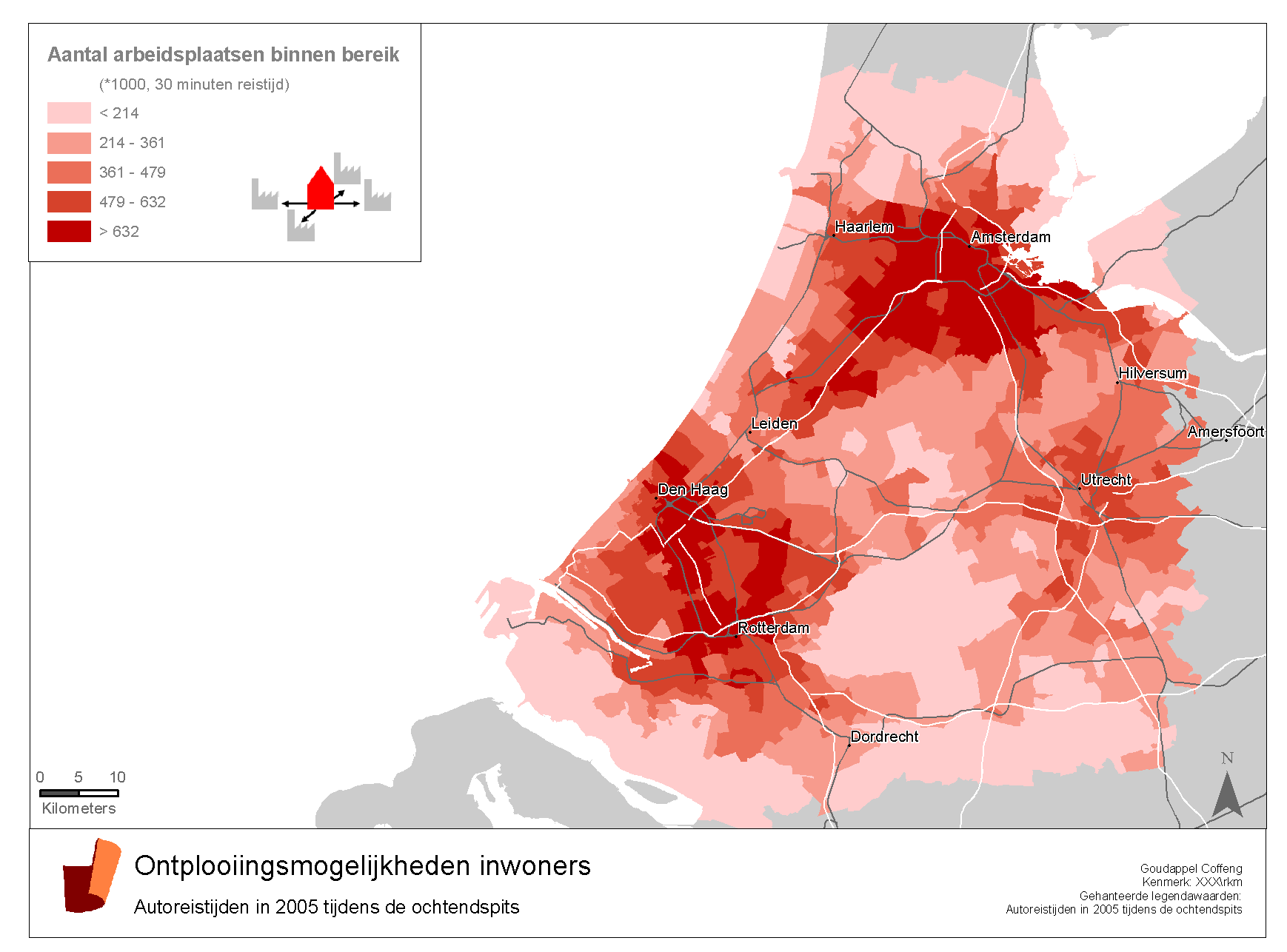
Bereikbare werkgelegenheid in 2005

Het begrip 'Randstad' is niet statisch, maar het volgt de recente planologische ontwikkelingen. Het Nederlands Interdisciplinair Demografisch Instituut (NIDI) hanteert (evenals de Randstadmonitor) een definitie waarbij de Randstad bestaat uit de vier provincies Noord-Holland, Zuid-Holland, Flevoland en Utrecht. Daarbinnen wordt dan door het NIDI onderscheid gemaakt tussen (1) de vier grote steden (de zogenoemde G4), (2) "overig stedelijk Randstad" (stedelijke gemeenten in dit gebied) en (3) "niet stedelijk Randstad" (alle overige gemeenten in de vier Randstadprovincies). Er wordt ook wel een onderscheid gemaakt tussen de beide westelijke steden van Flevoland (Almere en Lelystad) als behorende tot de Randstad, en de overige gemeenten van Flevoland, waarvoor dit niet geldt.
Naast het begrip Randstad wordt soms ook de notie Kleine Ring gebruikt voor de stedenring Leiden, Alphen aan den Rijn, Gouda, Rotterdam, Delft, Den Haag.
In nog een andere, verkeerstechnische conceptualisatie zou de Randstad nog meer gebied omvatten en ruwweg begrensd worden door Alkmaar in het noorden, Veenendaal in het oosten en Breda in het zuiden.
Een duidelijke graadmeter van de urbanisatie geven de onderlinge afstanden tussen de grootste steden. De kleinste afstand is die tussen Den Haag en Rotterdam (26 km.), de grootste die tussen Amsterdam en Rotterdam (77 km.). De bereikbaarheid van werkgelegenheid en ontplooiingsmogelijkheden van de bewoners hangen daarmee samen.

### Situering

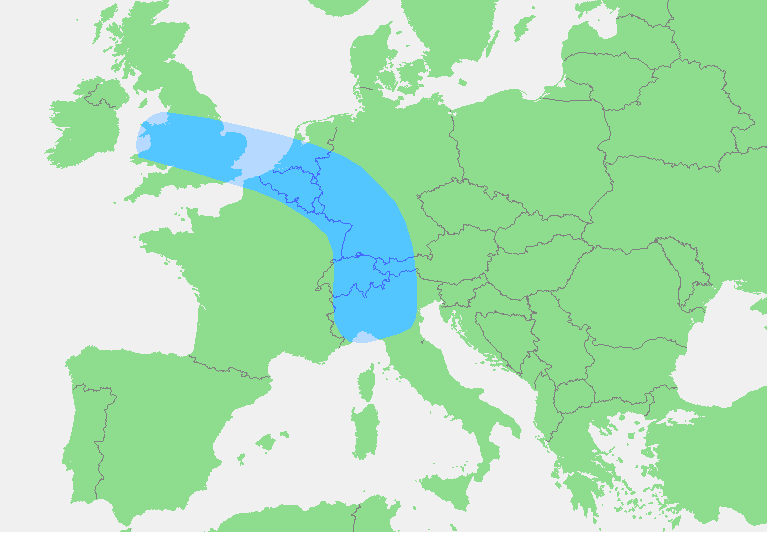
De Randstad wordt gerekend tot de Blauwe Banaan, een aaneenschakeling van verstedelijkte gebieden in Europa van (ruwweg) Birmingham tot Milaan.

Gesitueerd tussen Londen, de Vlaamse Ruit en het Duitse Rijn/Ruhrgebied hoort de Randstad bij de belangrijkste stedelijke concentraties in West-Europa, ook bekend als de Blauwe Banaan.
De Randstad staat ook in Nederland niet geheel op zichzelf. Het gebied vloeit binnen de Nederlandse zone van de Blauwe Banaan geografisch, demografisch, logistiek en economisch uit in de Brabantse Stedenrij (2 miljoen inwoners, met haar vijfvoudige kern BrabantStad en inclusief de Metropoolregio Eindhoven met haar ruim 750.000 inwoners), en de groeiende agglomeratie Stadsregio Arnhem Nijmegen (ruim 700.000 inwoners).
Deze verlengde, meest verstedelijkte zone binnen Nederland (de Randstad, plus de Brabantse Stedenrij en de Stadsregio Arnhem Nijmegen) telt in totaal bijna elf miljoen inwoners. Daarnaast vormt de Regio Twente (ongeveer 625.000 inwoners) nog een aanzienlijke stedelijke agglomeratie, ook binnen de Nederlandse zone van de 'Blauwe Banaan'.

## Bevolking

### Inwonertal
De Randstad telt tussen de 4,5 (schatting uit 2006) en ruim 8,2 miljoen (schatting uit 2019) inwoners. Dat laatste cijfer wordt verkregen als alle inwoners van de vier 'Randstadprovincies' mee worden geteld, dat wil zeggen de provincies Noord-Holland, Zuid-Holland, Utrecht en Flevoland. Daarmee is het gebied een van de grootste (semi-)agglomeraties van Europa. In de Noordvleugel wonen ongeveer vier miljoen inwoners en in de Zuidvleugel ruim drie miljoen.
Anno 2019 kunnen tot de Randstad in engere zin (de Randstedelijke agglomeratie(s) of conurbatie) de 13 aldaar gelegen gemeenten met meer dan 100.000 inwoners gerekend worden. Binnen de Randstadprovincies bevinden zich 16 gemeenten met dat inwonertal, meer dan de helft van het landelijk aantal (31). Daarvan horen er 8 tot de provincie Zuid-Holland, 5 tot Noord-Holland, 2 tot Utrecht en 1 tot Flevoland.
Onderstaande bevolkingsaantallen zijn de aantallen op 22 november 2024 volgens het CBS.

De met een * gemarkeerde gemeenten zijn die die pas meer recent tot de Randstedelijke agglomeratie(s) worden gerekend, en die met een + gemeenten die zich niet binnen de in enge zin gedefinieerde Randstad zelf bevinden (de vier grote stadsgewesten, c.q. de beide metropoolregio's), maar die wel binnen de Randstedelijke provincies liggen en aansluiten op de Randstedelijke agglomeratie.

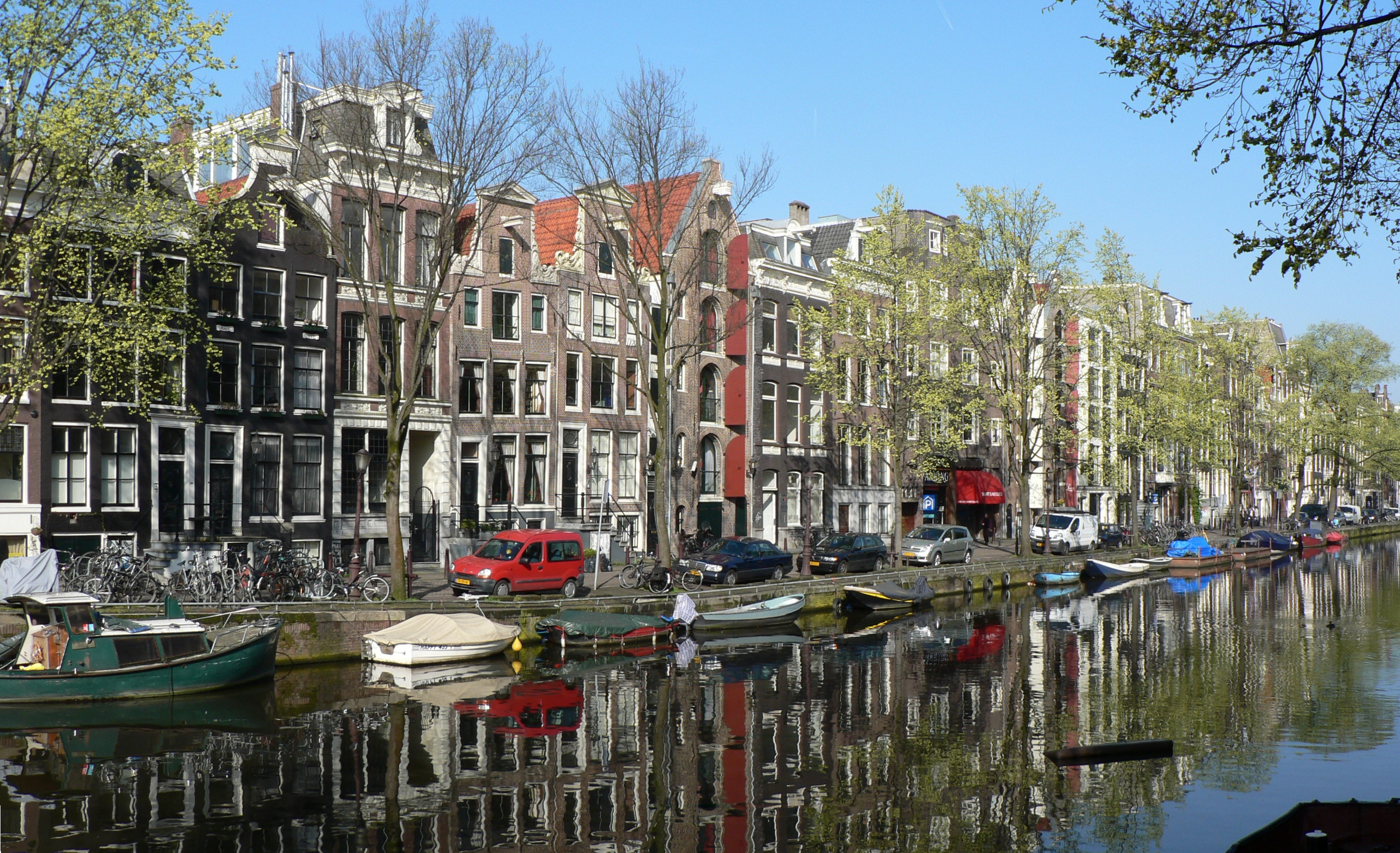
Amsterdam

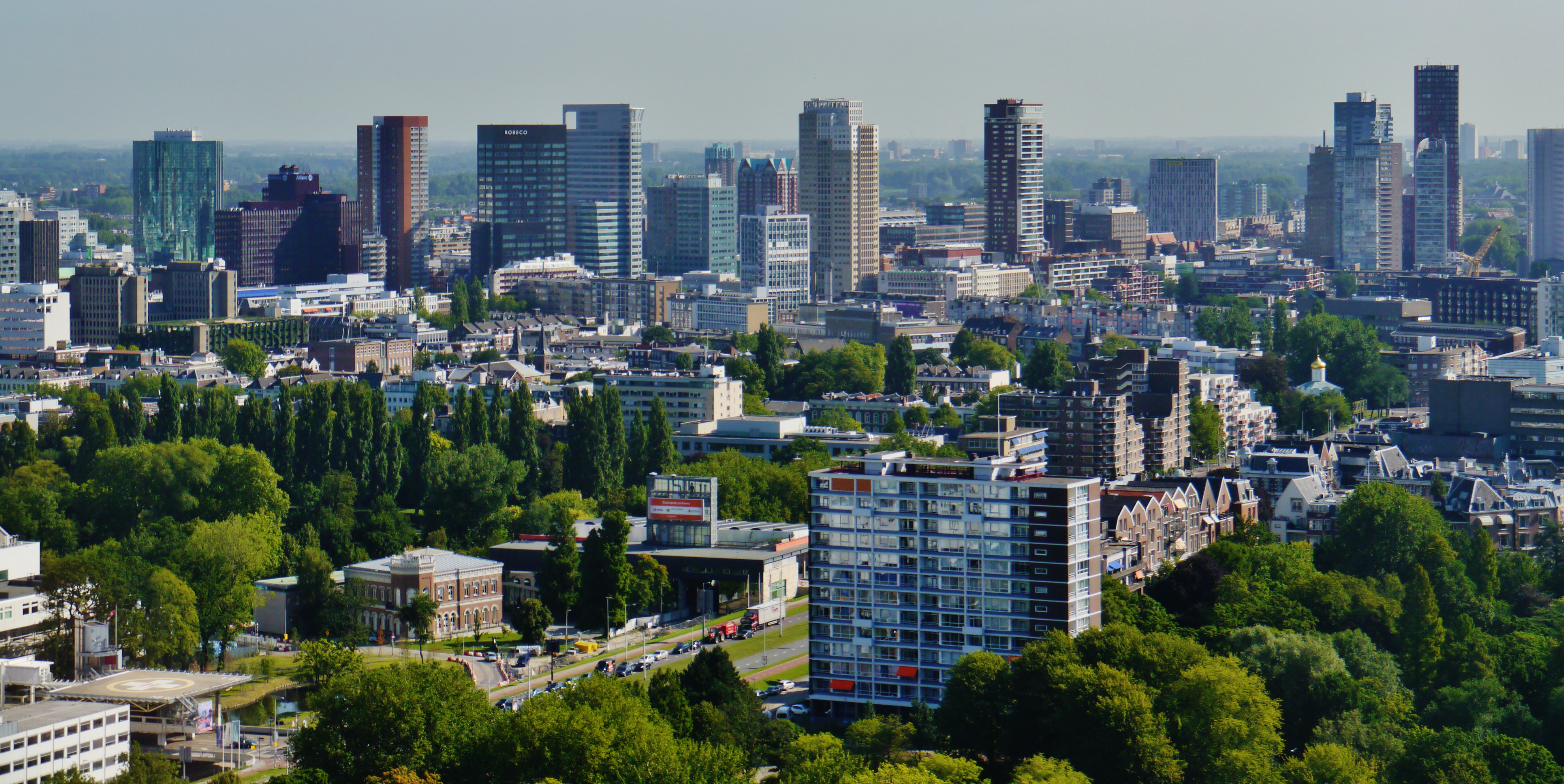
Rotterdam

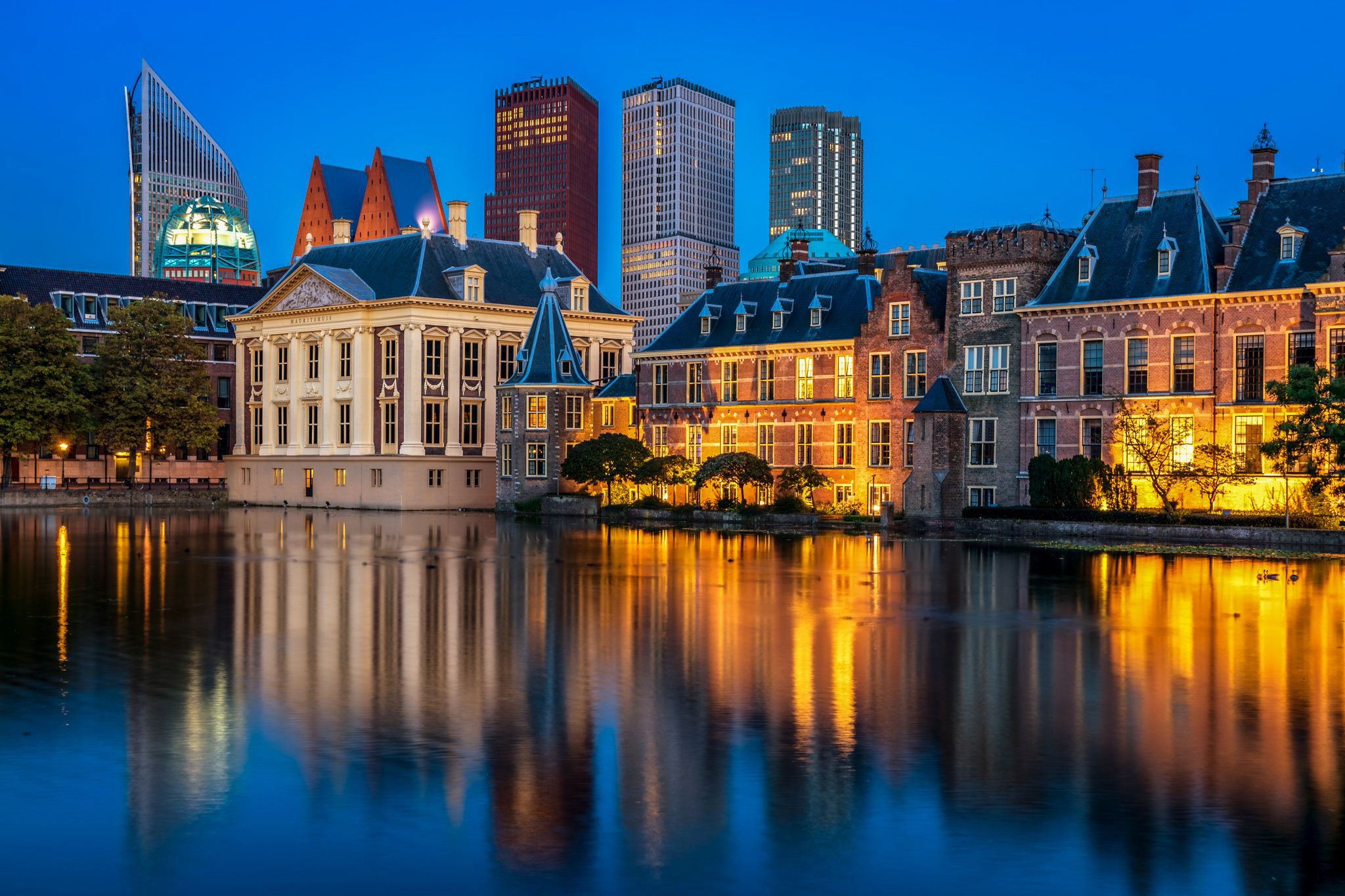
Den Haag

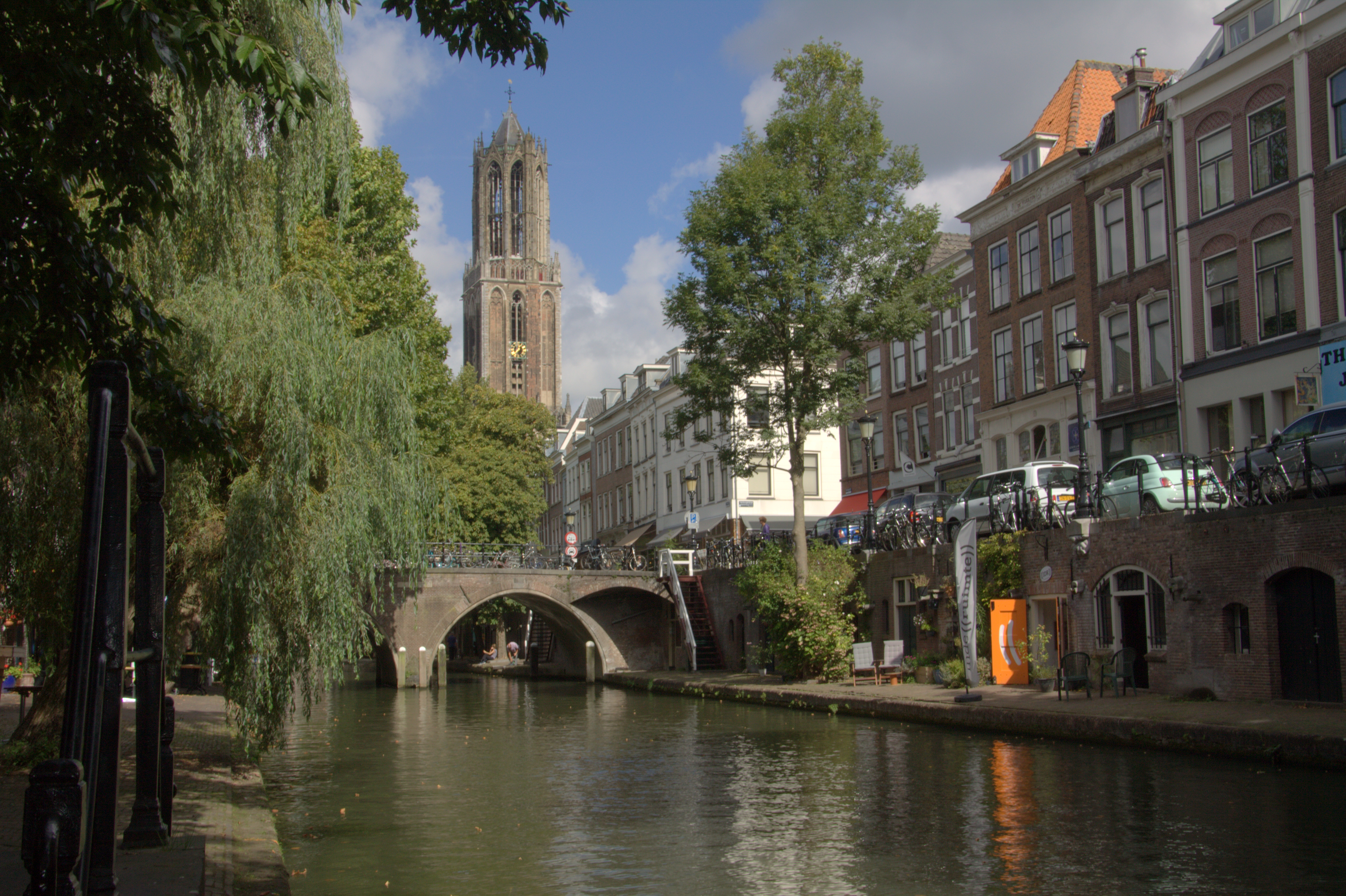
Utrecht

| Gemeente               | Provincie     | Aantal inwoners |
| ---------------------- | ------------- | --------------- |
| Amsterdam              | Noord-Holland | 931.298         |
| Rotterdam              | Zuid-Holland  | 670.610         |
| Den Haag               | Zuid-Holland  | 566.221         |
| Utrecht                | Utrecht       | 374.238         |
| *Almere                | Flevoland     | 226.500         |
| Haarlem                | Noord-Holland | 167.636         |
| *Haarlemmermeer        | Noord-Holland | 163.128         |
| +Amersfoort            | Utrecht       | 161.852         |
| Zaanstad               | Noord-Holland | 161.389         |
| Leiden                 | Zuid-Holland  | 130.108         |
| *Zoetermeer            | Zuid-Holland  | 128.434         |
| Dordrecht              | Zuid-Holland  | 122.070         |
| */+Westland            | Zuid-Holland  | 115.941         |
| */+Alphen aan den Rijn | Zuid-Holland  | 114.966         |
| */+Alkmaar             | Noord-Holland | 112.304         |
| Delft                  | Zuid-Holland  | 109.577         |

### Verstedelijking
Definities van de Randstad beperken zich lang niet tot het bovenstaande lijstje. Op een atlaskaartje uit 2004 worden voorts de volgende plaatsnamen expliciet vermeld (met de klok mee van onder naar boven en verder rechtsom): Gorinchem, Ridderkerk, Capelle aan den IJssel, Schiedam, Spijkenisse, Hellevoetsluis, Vlaardingen, Katwijk (alle in Zuid-Holland), Hoofddorp, Zandvoort, IJmuiden, Beverwijk, Zaandam, Amstelveen, Hilversum (alle in Noord-Holland), Zeist, Houten en Nieuwegein (alle in Utrecht).
Ook deze opsomming is niet geheel representatief. Zo zou de fusiegemeente Gooise Meren qua inwonertal zonder meer aan de reeks toegevoegd moeten worden, ook als men deze zou willen beperken tot gemeenten met een minimumgrootte van 50.000 inwoners. De Gooise gemeente Huizen, in 1967 aangewezen als groeikern, draagt eveneens bij tot de verstedelijking binnen de Noordvleugel. Anderzijds is de nieuwe fusiegemeente Voorne aan Zee, met haar ca. 74.000 inwoners en als hoofdplaats Hellevoetsluis, te beschouwen als gelegen net buiten de zuidwesthoek van de Randstad, hoewel zij tot de metropoolregio Rotterdam Den Haag behoort.  
Ook boven het IJ is een verdere verstedelijking gaande. De combinatie Alkmaar samen met de fusiegemeente Dijk en Waard (de voormalige groeikern Heerhugowaard en het dorp Langedijk) begint een agglomeratie op zich te vormen, die aansluit op de Randstad, en soms zelfs al tot de Randstad gerekend wordt. Ook Hoorn kan gezien worden als noordelijke uitloper van de Randstad.
Al enkele decennia ligt de gemiddelde bevolkingsdichtheid in de drie westelijke provincies rond de 1.000 inwoners/km² (zie voor 2006 kaartje E). Per 1 januari 2018 bedroeg zij voor Zuid-Holland 1.308 inwoners/km², voor Noord-Holland: 1.061 inwoners/km² en voor Utrecht: 936 inwoners/km². Over het hele land is het aantal inwoners per km² toegenomen van 415 in 1980 tot 509 op 1 januari 2018.
Het inwonertal en de bevolkingsdichtheid van de Randstad zal in de toekomst verder toenemen. In het gebied staat de nieuwbouw van minimaal 500.000 woningen gepland tot 2040. Anno 2019 liggen de belangrijkste bouwlocaties in de Noordvleugel. Het zijn Almere, Houten, Amsterdam en de Utrechtse wijk Leidsche Rijn.

## Geschiedenis

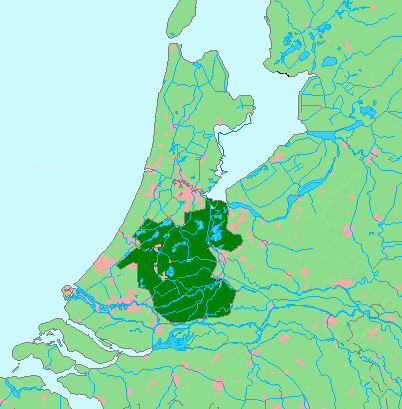
Het Groene Hart, het relatief onbebouwde en landelijke gebied waaromheen een ring van steden het verstedelijkte gebied vormt.

De term ‘Randstad’ hangt onverbrekelijk samen met de notie 'Groene Hart' en lijkt te zijn gemunt rond het jaar 1930. De oprichter van de KLM, Albert Plesman, zou als eerste de term gebruikt hebben, nadat hij al vliegend boven West-Nederland het typische landschap observeerde, bestaande uit een groot open gebied met weilanden en akkers, en vele steden aan de rand daarvan. Plesman was waarschijnlijk niet de eerste gebruiker, maar heeft wel meer bekendheid aan de term gegeven. Een vroege vindplaats van het woord is er al uit 1929. In 1930 werd in Amsterdam een NV Bouw-Maatschappij 'De Randstad' opgericht. In de jaren vijftig werd het begrip in overheidspublicaties overgenomen. De Randstad werd aanvankelijk 'Randstad Holland' genoemd. In de tweede helft van de 20e eeuw werd 'Randstad' een vast begrip.
De stedelijke gebieden van de Randstad ontstonden al vanaf de Middeleeuwen. Rond het jaar 1000 was het gebied nog vrijwel onbevolkt, omdat het geen bescherming bood tegen overstromingen. Ook vormden de aanvallen van de Noormannen een bedreiging. Onder graaf Floris II van Holland ontstond het graafschap Holland, waarbinnen nieuwe nederzettingen gesticht werden, die later uitgroeiden tot steden. Voorbeelden zijn Delft, Leiden, Haarlem, Amsterdam, Rotterdam en Die Haghe, het latere Den Haag.
Omdat het middengebied, het latere Groene Hart, oorspronkelijk een veenmoeras was en het moeilijker is om daar te bouwen, heeft dit centrum al in de Middeleeuwen minder ontwikkeling ondergaan. Dit geldt ook voor het zuidoosten van het gebied. Later verscheen ook stedelijke bebouwing op plaatsen waar riviertjes afgedamd werden (zoals de Amstel en de Rotte). Die afdamming maakte ontginning van de veenmoerassen mogelijk. Toen door de bodemdaling het gebied minder goed bewoonbaar werd, trok de bevolking zich terug in de rond het veengebied liggende steden. Hierdoor ontstond het Groene Hart, een betrekkelijk onbebouwd gebied omgeven door een ring van steden, die dankzij de vele waterwegen goed bereikbaar waren en zo de handel stimuleerden.
Oorspronkelijk was Utrecht de belangrijkste stad, terwijl Dordrecht eeuwenlang de belangrijkste handelsplaats van Holland was. Aan het einde van de middeleeuwen verschoof het economische en politieke zwaartepunt van Holland naar het noorden. Niet Dordrecht maar Amsterdam was nu de grootste stad. Na de Val van Antwerpen in 1585 groeide Amsterdam nog sterker als zwaartepunt van de toenmalige Republiek. Bij de volkstelling van 1795 was Amsterdam nog steeds bijna tweemaal zo groot als Rotterdam, Den Haag en Utrecht samen. In de negentiende eeuw groeiden ook Rotterdam, Den Haag en Utrecht, zodat aan het begin van de eenentwintigste eeuw de drie westelijke agglomeraties elkaar in omvang weinig ontlopen, terwijl Utrecht zijn positie heeft bevestigd als vierde grootste stad.
De Randstad werd steeds belangrijker dankzij de nieuwe verbindingen met de zee en het Ruhrgebied. De bevolking groeide wegens het cultureel, economisch en politiek belang van de conurbatie. Het risico dat het gebied te veel zou verstedelijken leek aan het eind van de twintigste eeuw enigszins af te nemen, omdat de bevolking niet meer groeide en omdat diverse instellingen uit de Randstad wegtrokken. De grootste groei heeft in 2018 plaats in de Noordvleugel met uitlopers naar Amersfoort en Zwolle.

## Politiek en bestuur
De Randstad vormt geen bestuurlijke entiteit. De steden in de Randstad zijn autonoom en bevinden zich in verschillende provincies. Ze vervullen elk voor zich grootstedelijke functies, activiteiten in bedrijvigheid, openbaar bestuur, kennis en cultuur, waarvan de bevolking in de wijde omtrek van de steden gebruikmaakt.
Pogingen tot een meer gecentraliseerd beleid zijn er wel geweest. Aan het begin van de 21ste eeuw werd nog wel van de Deltametropool gesproken. Deze term verwijst naar de ambitie ten tijde van de Vijfde Nota Ruimtelijke Ordening, onder het bewind van minister Pronk, om de Randstad meer als één grote metropool te laten functioneren. De term 'Deltametropool' stierf echter snel weer uit. Toen de Nota Ruimte als opvolger van de Vijfde Nota Ruimtelijke Ordening werd opgesteld verdween ook de visie om tot één metropool te komen in West-Nederland. Sindsdien wordt voor de Noordvleugel van de Randstad, De Zuidvleugel van de Randstad en het Groene Hart apart beleid gemaakt.
Er bestaan verschillende, al dan niet vrijwillige samenwerkingsverbanden of bestuurlijke netwerken, zoals de indeling in twee metropoolregio's: de Metropoolregio Amsterdam (MRA) enerzijds en de metropoolregio Rotterdam Den Haag (MRDH) anderzijds.
Voor de noordelijke Randstad moeten twee verschillende samenwerkingsverbanden onderscheiden worden:
- de gemeenten die behoren tot de Metropoolregio Amsterdam;
- de gemeenten die behoren tot de Vervoerregio Amsterdam.

In de zuidelijke Randstad bestaat verder nog het Netwerk Zuidelijke Randstad.
Ondanks de Structuurvisie Randstad 2040 is het overheidsbeleid niet zozeer gericht op metropolitane ontwikkeling van de Randstad, maar op gescheiden strategieën voor de Noordvleugel en de Zuidvleugel afzonderlijk. Een plan om tot een aparte Noordvleugelprovincie te komen is echter gesneuveld, en de MRA heeft nauwelijks bevoegdheden.
Bij de Europese Unie in Brussel werken de vier Randstadprovincies samen in een bureau onder de naam 'Regio Randstad'. Ten behoeve van een gebundelde regionale belangenbehartiging is daar in 2000 het Huis van de Nederlandse Provincies ('HNP') opgericht. Bij deze instelling zijn de gezamenlijke Nederlandse provincies onderverdeeld in vier landsdelen: het Samenwerkingsverband Noord-Nederland (SNN), (de provincies Friesland, Groningen en Drenthe), Oost-Nederland (de provincies Gelderland en Overijssel), Regio Randstad en Zuid-Nederland (de provincies Zeeland, Noord-Brabant en Limburg).

## Economisch en cultureel belang

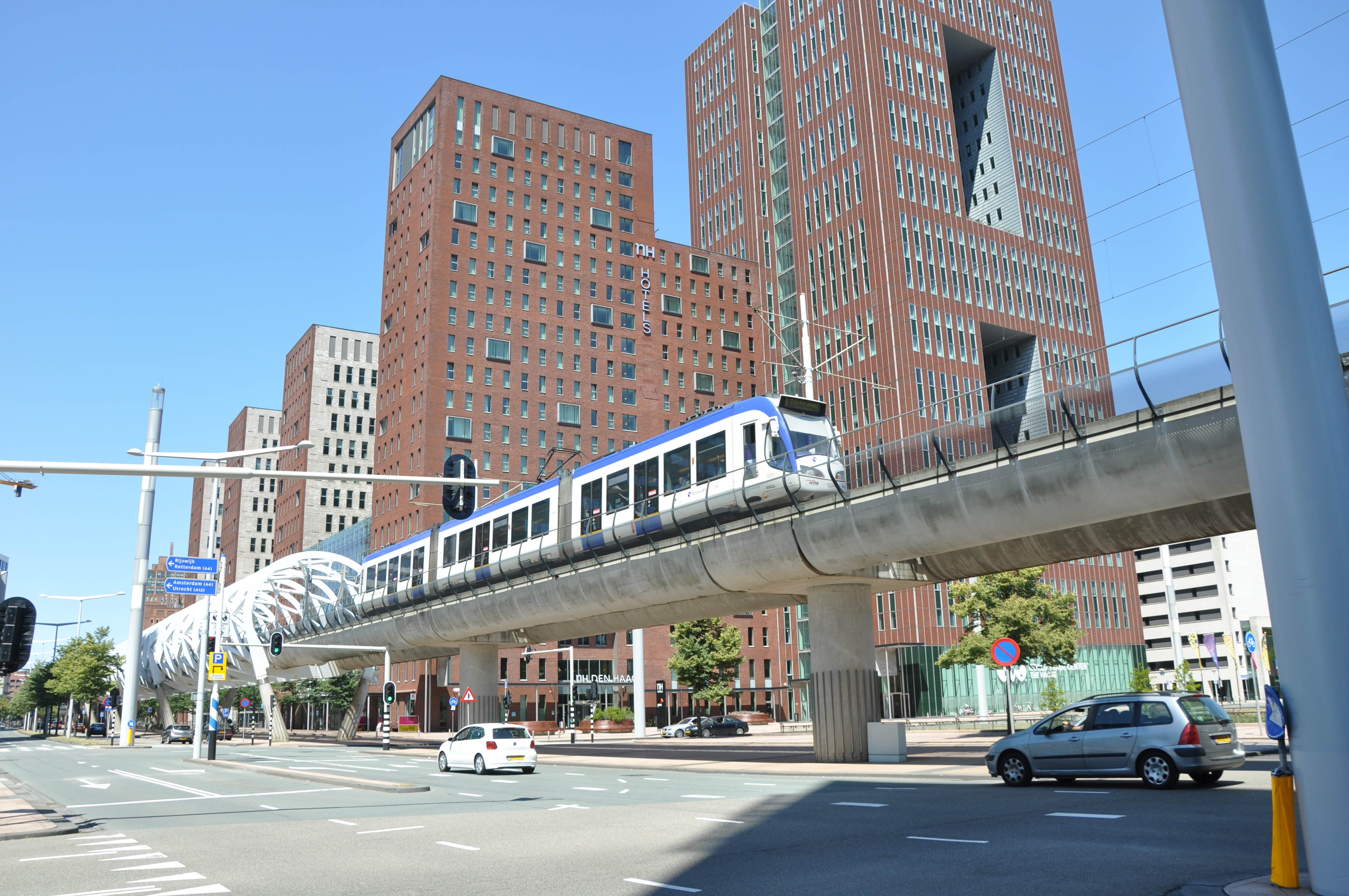
De RandstadRail, een lightrailverbinding genoemd naar de Randstad, verbindt de steden Den Haag, Rotterdam en Zoetermeer.

De Randstad als grootstedelijk gebied is het politieke, bestuurlijke en (sociaal)-culturele hart van Nederland, maar vooral ook de motor van de Nederlandse economie. In Europees verband komt de regio West-Nederland (of Regio Randstad in ruimere zin, in casu de zogenoemde vier Randstadprovincies: Noord- en Zuid-Holland, Utrecht en Flevoland/Almere) in 2016 met een bruto regionaal product (brp) van 367 miljard euro economisch op de vierde plaats achter Londen, Parijs en Rijn-Ruhr, nog voor Milaan.

### Takenscheiding
Binnen de Randstad laat zich linksom gaande een negental afzonderlijke stadsgewesten onderscheiden: Amersfoort, Utrecht, Hilversum, Amsterdam, Haarlem, Leiden, Den Haag, Rotterdam en Dordrecht. De Randstad als geheel functioneert voor een belangrijk deel op het niveau van deze individuele stadsgewesten, waarbinnen de vier centrale steden sterk betrokken zijn.
Het polycentrische karakter van de Randstad komt tot uiting in de takenscheiding en rolverdeling tussen de kernen. Men spreekt ook wel van een 'gespreide metropool'. Zo is Amsterdam onder meer de hoofdstad van het land, maar de regering, het parlement en de diplomatie zetelen elders, in Den Haag. In deze ring van steden liggen onder andere de grootste haven van Europa (die van Rotterdam) en de nationale luchthaven Schiphol (bij Amsterdam). Utrecht is onder meer het belangrijkste nationale spoorwegknooppunt en geldt tevens als de meest centrale stad van Nederland. Deze functieverdeling betreft zwaarwegende aspecten van logistieke, bestuurlijke en economische aard. Ook in andere opzichten vormt de Randstad een 'gespreid zwaartepunt'.

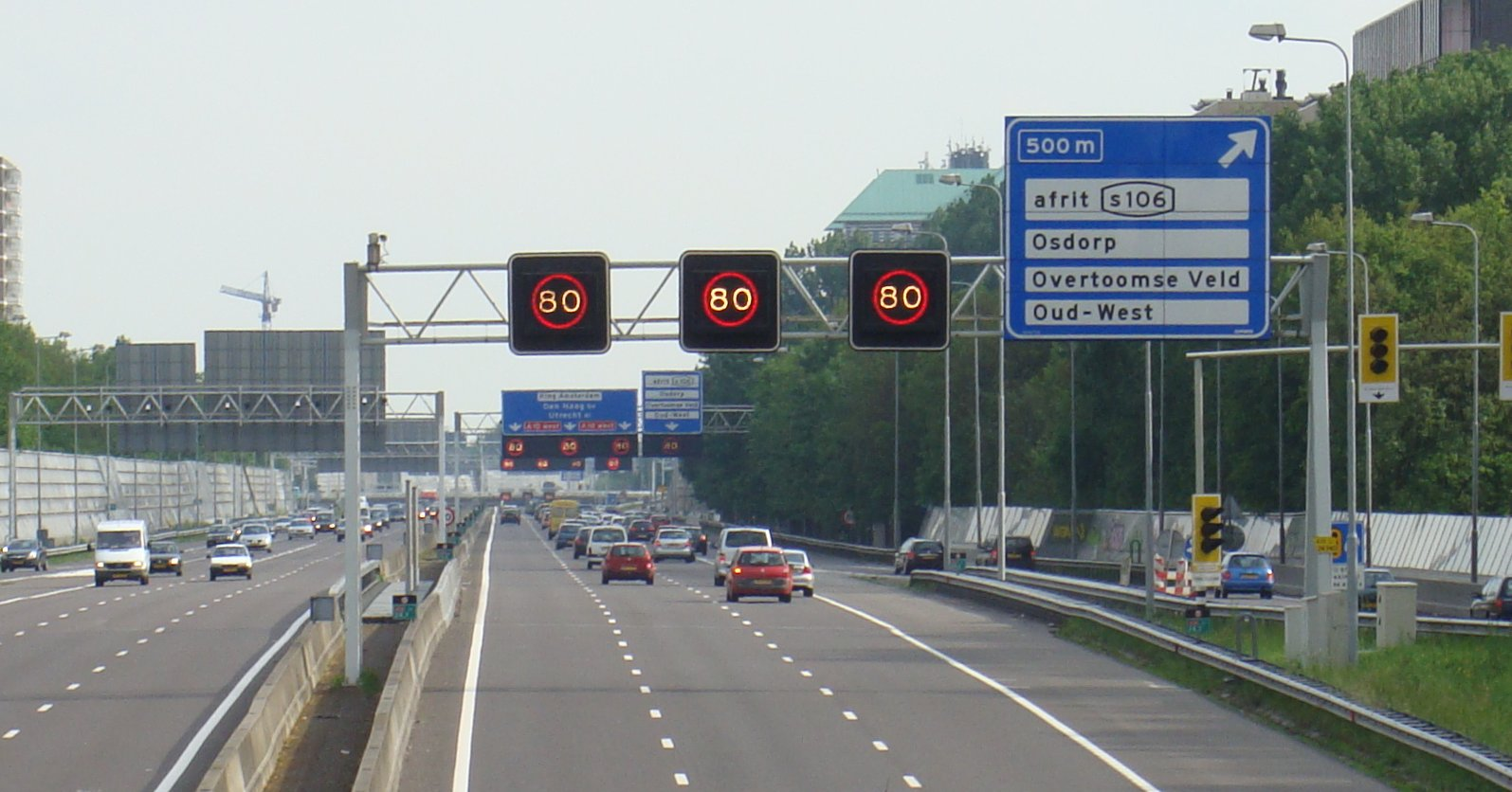
Amsterdam Ringweg A10

### Infrastructuur
De Randstad is een belangrijk internationaal doorvoergebied. De nationale Luchthaven Schiphol is in passagiersaantallen een van de grootste luchthavens in de EU. Zij kwam na London Heathrow en Paris Charles de Gaulle jarenlang op de derde plaats, maar is in april 2018 Parijs voorbijgestreefd. Wereldwijd gezien staat Schiphol volgens cijfers over 2014 op de achtste plaats (zie lijst). In de Randstad ligt de grootste haven van Europa, Rotterdam. De bloemenveiling in Aalsmeer is de grootste ter wereld.
Een aantal van de belangrijkste autowegen waaronder de A2, A4, A12, A15 en A16 lopen door de Randstad. Het Project Schiphol-Amsterdam-Almere (afgekort: SAA) is het grootste wegenbouwproject van Nederland in de periode van 2012 tot 2024. Naast een uitgebreid wegennetwerk liggen in de Randstad ook een groot aantal spoorwegen. Veel intercitylijnen en andere spoorverbindingen vinden hier hun begin- en eindpunt, waaronder ook de HSL-Zuid en de Betuweroute. Naast de grote spoorlijnen zijn er ook nog lightrailnetwerken - waaronder RandstadRail - en trams. Amsterdam en Rotterdam hebben allebei een metronetwerk.

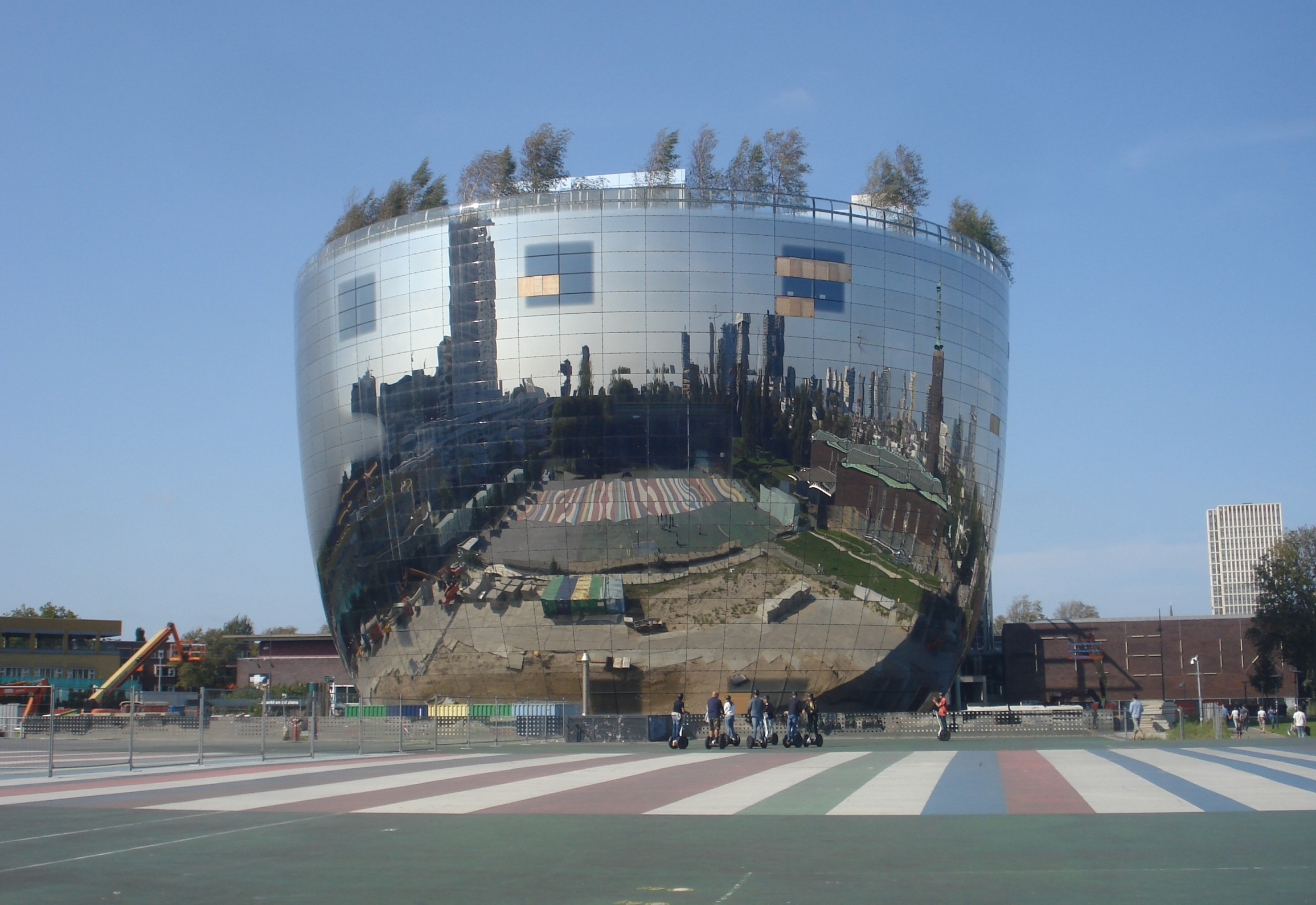
Het depot van Museum Boijmans Van Beuningen

### Cultuur, onderzoek en educatie
De Randstad kent naast haar economische activiteiten ook een concentratie van cultuur. Er zijn veel musea, schouwburgen, concertzalen, bioscopen en er vinden vele belangrijke evenementen plaats. Het Rijksmuseum is internationaal een van de toonaangevende musea en het Koninklijk Concertgebouworkest hoort tot de drie meest gerenommeerde symfonie-orkesten ter wereld.
Bijna de helft van alle universiteiten bevindt zich in de Randstad, in overeenstemming overigens met het aandeel van deze conurbatie in de landelijke bevolking. Opvallend is daarbij dat kleinere steden als Leiden en Delft prominent participeren in het universitaire onderwijs en onderzoek, maar het naastgelegen Den Haag veel minder. De takenscheiding blijkt er ook uit dat niet Amsterdam, maar Haarlem de hoofdstad van de provincie Noord-Holland is, en dat in Hilversum de publieke omroepen en het Media Park gevestigd zijn.

## Problemen
Met de sterke verstedelijking gaat een aantal problemen gepaard. Zo is er relatief veel geluidshinder, luchtvervuiling en criminaliteit.
Een probleem is verder het versnipperde bestuur van de Randstad. Hoewel de Randstad als één gebied wordt gezien, is er geen aparte en gemeenschappelijke autoriteit, wat ook nadelig is in de relaties met het buitenland. Dit probleem is aangekaart door een gezelschap van vier burgemeesters en vier Commissarissen van de Koning. Een mogelijke oplossing van dit probleem is het oprichten van een Randstadprovincie, een plan waarover tot 2011 over gesproken werd, maar dat daarna werd verlaten.
Nog een probleem dat zich voordoet is het feit dat de Randstad van zo'n groot nationaal en internationaal gewicht is dat de belangen van de overige regio's daarbij weleens verbleken. De Randstad is duidelijk de economische trekker van Nederland, meer dan de helft van het bnp is voor rekening van de Randstad, maar daar profiteren andere regio's niet altijd van mee. Verder klinkt vaak het verwijt dat de politiek 'alleen maar aan de Randstad denkt', als het gaat om nieuwe maatregelen of wetten, waarbij de Randstad vaak de hoogste prioriteit heeft. Andere regio's voelen zich hierdoor benadeeld.
Een volgend probleem dat zich vooral in de drukke Randstad voordoet, is het toenemende woningtekort. Dit komt tot uiting in de snel stijgende woningprijzen, vooral in en rond Amsterdam en Utrecht. Ook de wachttijden voor huurwoningen nemen toe, met name in de Noordvleugel.